# Дело Эдалджи

Джордж Эдалжи

Дело Эдалджи (иногда ещё называемое «делом близорукого индуса») — осуждение британского юриста, парса по отцу Джорджа Эдалджи (англ. George Edalji) по обвинению в убийстве домашнего скота и борьба за его реабилитацию. Вызвало значительный общественный резонанс. Показало несовершенство британской юридической системы, а также ксенофобию в отношении туземных выходцев из колоний. Артур Конан Дойль, ставший главным защитником Эдалджи, сравнивал его дело с делом Дрейфуса.

## Предыстория. Анонимные травли
Шапурджи Эдалджи (англ. Shapurji Edalji), парс, женатый на англичанке, был приходским священником в шахтёрском поселке Грейт-Вирли близ Бирмингема. В 1892—1895 годах по округе стали распространяться анонимные письма, дискредитирующие священника и его семью. В газетах давались глупые объявления от его имени. Непристойные открытки, якобы подписанные им, рассылались другим священникам. Главный констебль графства, капитан Энсон, утверждал, что анонимки рассылает сын священника Джордж. Потом травля неожиданно прекратилась, и семь лет парсы жили спокойно. Джордж Эдалджи с отличием окончил университет, работал стряпчим в Бирмингеме и написал весьма толковую книгу о железнодорожном праве.

## Зарезанный скот
В 1903 году на полях в окрестностях Грейт-Вирли начали находить зарезанных коров и лошадей. Полиция получила множество издевательских писем. Одно из них заканчивалось словами: «Весёлые времена наступят в Вирли к ноябрю. Мы примемся за маленьких девочек — каждая стоит двадцати лошадей». Естественно, в бессмысленной кровожадности заподозрили не кого-нибудь, а худого темнокожего парса, высшее образование и юридические успехи которого только доказывали его хитрость, а значит, делали ещё более опасным в глазах перепуганного населения. Полиция полностью разделяла мнение обывателей.

## Следствие и суд
В доме, где жила семья священника, был проведён обыск. Полиция изъяла четыре бритвенных лезвия Джорджа, его плащ и ботинки. Плащ был отправлен к экспертам в одном свёртке со шкурой убитой лошади. Неудивительно, что впоследствии на нём были обнаружены лошадиные волосы. Среди множества следов вокруг убитых лошадей полицейский нашёл отпечаток, по его утверждению соответствующий размеру обуви Эдалджи. Доказательств было больше, чем нужно. Джорджа арестовали.
Чтобы уберечь арестованного от гнева местных жителей, полицейские перевезли его в центр графства. По дороге толпа пыталась вытащить «чёрного» из полицейской кареты и линчевать.
«Множество теорий бытует в округе относительно целей убийства скота. Однако самая популярная из них, — писал репортёр бирмингемской газеты „Экспресс энд Стар“, — заключается в том, что молодой Эдалджи приносил лошадей и коров в жертву своим языческим богам».
20 октября 1903 года состоялся суд, который приговорил Эдалджи к семи годам каторжных работ.

## Реабилитация

### Выпущен, но не оправдан
Пока Джордж сидел в тюрьме, кто-то продолжал резать скот и писать письма. Юристы, коллеги Эдалджи, и тысячи простых людей писали петиции с требованием пересмотреть его дело, но правительство было непоколебимо.
В 1906 году, через три года после приговора, Эдалджи неожиданно выпустили из тюрьмы без всяких объяснений. Он по-прежнему считался виновным и не мог вернуться на работу юриста, так как был лишён этого права. И тогда он написал письмо Конан Дойлю с просьбой о помощи.

### «Дело Джорджа Эдалджи»
Конан Дойль переживал трудное время, он только что похоронил жену. Тем не менее он взялся за дело Эдалджи и 8 месяцев вёл расследование за собственный счёт. Уже первая встреча с Джорджем убедила Конан Дойля в его невиновности. Парс читал газету, близоруко приблизив её к глазам, да ещё и глядя сбоку. Профессиональный врач, Конан Дойль сразу определил астигматизм. Конан Дойль немедленно отправился с Джорджем к известному окулисту. Врач обнаружил у Джорджа близорукость в восемь диоптрий. Человек с таким зрением не смог бы найти дорогу ночью в поле, а не то что резать скот, укрываясь от полицейских патрулей.
11 января 1907 года первая часть «Дела Джорджа Эдалджи» появилась на страницах «Дейли телеграф» за подписью Конан Дойля. Писатель подробно разбирал свидетельства обвинения, показывая их несостоятельность.
Общество было взбудоражено. Газета наполнилась противоречивыми откликами. Юристы требовали пересмотреть дело. И министр внутренних дел пообещал это сделать, но ничего сделано не было. В Англии не существовало апелляционного суда, и формально пересматривать дело было некому.

### Поиск настоящего преступника
Тогда Конан Дойль понял, что единственный способ оправдать Эдалджи — это найти настоящего убийцу. И здесь автор Шерлока Холмса применил дедуктивный метод на практике. Сравнив давние письма с новыми, он пришёл к выводу, что они написаны одним человеком, повзрослевшим за эти годы, которому первоначально помогал кто-то старший. Пауза между 1895 и 1903 годами говорила, что автор писем был в отъезде. В письмах упоминалась счастливая жизнь моряков, а последнее из ложных объявлений перед долгим перерывом было дано в газете Блекпула, портового города, откуда, вероятно, преступник и отплыл. И наконец, в одном из писем было издевательски упомянуто имя директора Вальсальской школы, украденный ключ от которой был подброшен когда-то к дверям семейства Эдалджи.
Конан Дойль навёл справки в архивах Вальсальской школы и вычислил человека, которого он условно назвал «Питер Хадсон». Этот парень ещё в школе подделывал письма и любил, шутки ради, распарывать ножом обивку железнодорожных диванов. Его исключили из школы как неисправимого, и он поступил учеником к мяснику, а позже плавал на кораблях, перевозивших скот. В 1903 году он как раз вернулся с флота. Конан Дойль обнаружил и большой ветеринарный ланцет, принадлежавший «Хадсону», и даже сумел по характеру ран доказать, что все животные были зарезаны именно этим ланцетом.
Все улики, собранные в деревне, Конан Дойль переслал в министерство внутренних дел, которое было вынуждено создать специальную комиссию для пересмотра дела Эдалджи. В мае 1907 года его адвокат получил ответ:
«Джордж Эдалджи был несправедливо обвинён в преступных нападениях на домашний скот, и, таким образом, приговор признается неправильным. С другой стороны, нет оснований полагать, что письма, фигурировавшие на процессе, были написаны кем-то иным. Написав все эти письма, Эдалджи сам навлёк на себя подозрения и сам виноват в несчастьях, которые на него обрушились. Поэтому ему объявляется помилование, но отказано в компенсации за трёхлетнее пребывание в тюрьме».
Общественное мнение было возмущено. Общество юристов единогласно постановило восстановить Эдалджи в правах. «Дейли телеграф» объявила подписную кампанию сбора средств в пользу Джорджа.

### «Кто написал письма?»
Конан Дойль не сдался. Он выступил с серией статей «Кто написал письма?». Писатель раздобыл образцы почерков «Питера Хадсона», подозреваемого в преступлении, и его старшего брата, ненавидевшего «цветных», привлёк крупнейших экспертов-графологов. Мнение экспертов было единогласным: авторами писем являются «Питер Хадсон» и его брат.

## Итоги
Министерство внутренних дел заявило, что оно не собирается открывать дела против «Хадсона». Дальнейшего расследования не будет. В том же году в Англии был создан апелляционный суд.